# Мартин II Энрикес де Лакарра
Мартин II Энрикес де Лакарра, Мартин Энрикес де Лакарра-и-Лизасоайн, более известный как Мосен Мартин Энрикес де Лакарра (около 1364 — 9 июля 1410) — наваррский дворянин и маршал, сопровождавший короля Наварры Карла III Благородного в его путешествиях во Французское королевство во время Столетней войны. Он был 1-м сеньором Вьерласа, 2-м сеньором Сартагуды и 2-м сеньором Аблитаса.

## Семейное происхождение и ранние годы

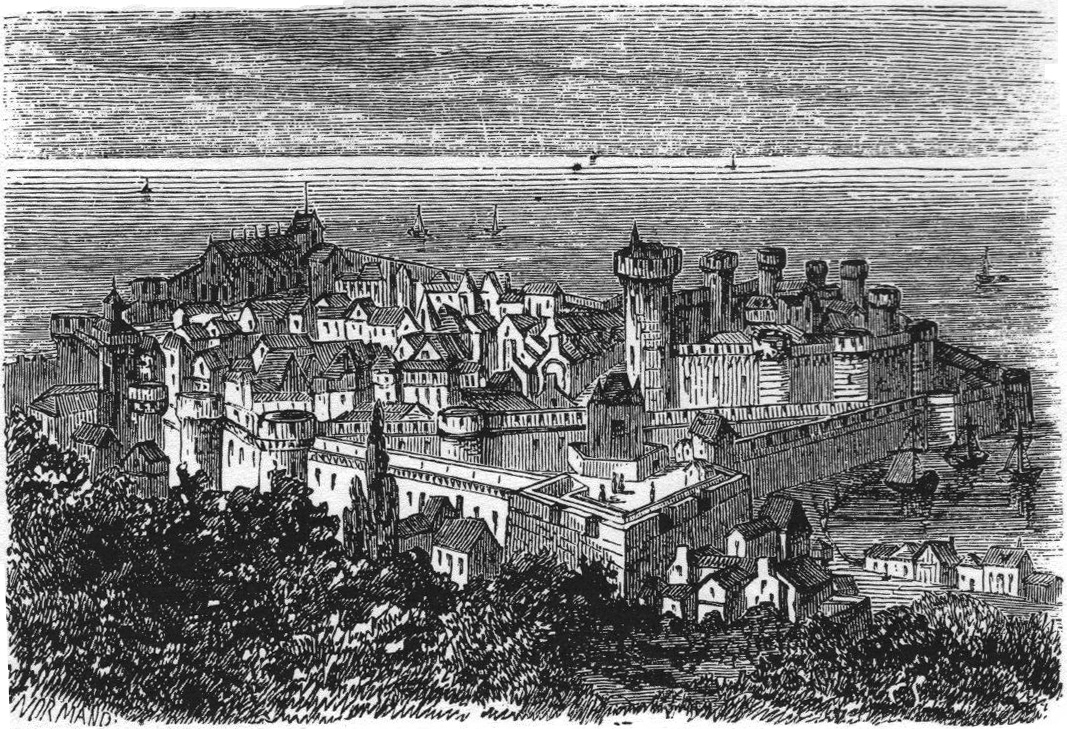
Город и замок Шербур.

Мартин Энрикес де Лакарра родился около 1364 года в Королевстве Наварра. Старший сын маршала Мартина Энрикеса де Лакарра (ок. 1315—1379), 1-го сеньора Аблитаса и 2-го сеньора Лакарры, и Хуаны де Лисасоайн. Правнук короля Наварры и графа Шампани Генриха (Энрике) I Толстого.
Мартин Энрикес был назначен держателем замка Мальен, а также в 1389 году он был назначен королем Наварры Карлом III королевским маршалом, как и его отец. В 1392 году он получил в пожизненное феодальное владение замок и город Вьерлас.
В 1393 году Наваррская крона вернула себе во владение норманнские земли и Шампань в связи с передачей, сделанной ей Королевством Англии. 16
Таким образом, Мартин II Энрикес де Лакарра стал капитаном нормандской крепости Шербур, как и его отец, должность, которую он занимал с 1 декабря 1393 года по 9 июня 1404 года.

### Главный мерино Туделы и королевский чиновник
В начале 1394 года Мартин Энрикес де Лакарра был назначен главным мерино Ла-Риберы или Туделы, предшественником которого был камергер Мартин де Айбар, назначенный годом ранее, но Мартин Энрикес де Лакарра был отправлен послом в Королевство Кастилия, заключив в следующем 1395 году союз с королем Кастилии.
4 августа этого года в качестве главный мерино Мартин Энрикес де Лакарра перевел в плен из арагонского замка Монреаль-дель-Кампо в наваррский городок Кортес Фадрике Кастильского, герцога Бенавенте, внебрачного сына короля Кастилии Энрике II и дворянки Беатрис Понсе де Леон и Херика, который был арестован из-за интриг и обвинений, выдвинутых в его ущерб относительно регентского совета, которым он руководил с 1390 года, как одного из воспитателей короля-ребенка Энрике III. Как только они достигли места назначения, бывший герцог Фадрике был передан Энрикесом де Лакаррой кастильско-арагонским властям, которые перевезли его в замок Альмодовар-дель-Рио, где он был задержан и умер там в конце того же года.

### Переговоры во Франции

Королевства Франция и Наварра в 1358—1363 годах с указанием географического положения Шербура.

В 1396 году, из-за необходимых переговоров о приобретенных землях, добавились разногласия с Францией относительно папского послушания арагонскому папе: Бенедикту XIII Авиньонскому, более известному как папа де Луна, а также в качестве посредника между Орлеанским и Бургундским герцогами король Наварры Карл III решил совершить первое путешествие в соседнюю страну вместе со своим двоюродным братом Карлосом де Бомоном и свитой из рыцарей, священнослужителей, врачей, казначеев и других спутников. Они прибыли в Париж в 1397 году, но, к несчастью для казны королевства из-за нажитого долга, не добились немедленного результата.
В ноябре 1403 года король Наварры Карл III совершил вторую поездку, на этот раз в сопровождении своего канцлера Иньиго Ортиса де Суньига-и-Лейва — своего зятя, поскольку он был женат с 1396 года на Хуане Наваррской, сеньоре Сада-и-Эслава, и который был братом епископа Гонсало де Суньига.

### Обмен Шербуром и сеньор Аблитаса
Они прибыли в Париж 15 января 1404 года, чтобы возобновить переговоры 9 мая сего года и после месячных бесед и вечеринок заключили их с вполне почетным результатом, по которому территории, ранее названные Франции, будут возвращены Франции в обмен на годовую ренту и герцогство Немур.
Он также будет включать — для второго документа — город Шербур во главе с Энрикесом де Лакаррой, который был обменян на денежную сумму и сеньорию Провен в Шампани.
В 1405 году он стал вторым сеньором Аблитаса по королевскому подтверждению — поскольку король подарил его в качестве феодального владения вместе с сеньорией Фонтельяс своему камергеру Мосену Родриго де Урису в 1368 году, — который передал его на неограниченный срок своим потомкам.

### Сеньор де Сартагуда и королевская поездка во Францию
В 1407 году он назвал себя сеньором Сартагуды, а в 1409 году он сопровождал короля Наварры Карла III в его третьем путешествии во Францию, для которой мерино Туделы должен был оставить его под надзором своего лейтенанта Арно де Суэскуна, сеньора де Лассаля с 1394 года и Суэскуна с 1397 года.
Оба отправились в соседнюю страну, потому что в конце того же года состоялась официальная помолвка принцессы Бланки Наваррской, которая также была королевой-вдовой Сицилии, с герцогом Луисом Баварско-Ингольштадтским, который был братом Изабеллы Баварской, королевы-консорта Франции.
Проживая с королем в Париже, 5 августа текущего года король Наварры Карл Добрый подарил Мартину Энрикесу де Лакарре в качестве свадебного подарка от одноименного сына на вечные времена для его законных потомков замок и город Вьерлас с лагуной Лор.

## Смерть
Маршал Мартин II Энрикес де Лакарра скончался в королевстве Наварра 9 июля 1410 года.

## Брак и потомство
В 1392 году в городе Перальта Мартин Энрикес де Лакарра женился на Инес де Монкайо (род. ок. 1368), дочери Рамиро Санчеса де Асиаина (ок. 1338—1380), и его жены Альдонсы де Гурреа. В результате брака у Мосена Мартина и Инес де Монкайо было не менее пяти детей:
- Мартин III Энрикес де Лакарра (род. ок. 1393 — ум. 28 сентября 1428), 3-й сеньор де Аблитас и 2-й сеньор де Вьерлас и Сартагуда. Женат с 1409 года на Альдонсе де Гурреа-и-Мендоса, но детей не имел.
- Бельтран Энрикес де Лакарра-и-Монкайо (ок. 1396 — ум. 1443), 4-й сеньор Аблитас и 3-й сеньор Вьерлас с 1428 года из-за смерти его старшего брата не оставивших законных детей. Был женат с около 1427 года на Изабель де Фоксан, 1-й сеньоре де Эриете, от брака с которой у него было четверо детей.
- Санчо Энрикес де Лакарра (род. ок. 1398), 3-й сеньор де Сартагуда с 1428 года. Он женился на Изабель де Вильяспеза (род. ок. 1399), дочери Франсеса де Вильяспеза (ок. 1370—1421), и Изабель де Урсуа.
- Леонор Энрикес де Лакарра (род. ок. 1400 г.) вышла замуж за Педро Альвареса де Айбара, сына Мартина де Айбара Младшего, королевского виночерпия в 1399 году, смотрителя замка Корелла в 1409 году и королевского камергера в 1421 году.
- Мария Энрикес де Лакарра-и-Монкайо (род. ок. 1405 г.), вышедшая замуж за вдовца Педро Лопеса де Айяла (род. ок. 1392 г.), сеньора Сальватьерры, Айялы и Салинильяса.